# Tolgadia infirma
Tolgadia infirma är en insektsart som först beskrevs av Carl Stål 1878.  Tolgadia infirma ingår i släktet Tolgadia och familjen gräshoppor. Inga underarter finns listade i Catalogue of Life.